# سباتة
سباتة منطقة من المناطق الشرقية للدار البيضاء، توجد بين منطقتي عين الشق ومنطقة مولاي رشيد سيدي عثمان تعرف سباتة أيضا باسم 04 وبشوارعها مثل شارع النيل، شارع إدريس الحارثي، شارع الداخلة، شارع واد الذهب، شارع الساقية الحمراء، شارع مقداد الحريزي وأحيائها مثل حي سيدي عثمان، حي البلدية، حي العثمانية، درب الحجر ودرب العظم والمسعودية وجميلة بأحيائها السبعة، والسالمية 1 والسالمية 2. حي النصر 2 . ويوجد بها مقبرة قديمة تعرف بمقبرة سباتة تعرف أيضا بمقبرة (غبيلة). وقد دفن فيها العلامة تقي الدين الهلالي. وهي أحد مناطق عمالة بن مسيك سيدي عثمان.
أنجبت المنطقة العديد من النجوم والأدباء أمثال الشاعر والصحافي الكبير عبد الحق بن رحمون، رشيد الداودي والمنتج التلفزيوني والسينمائي عبد الحق مبشور كما ساهمت هذه المنطقة في إثراء الحقل الرياضي والادبي والسينمائي جهويا ووطنيا. 

## أصل التسمية
يعود أصل تسمية هذه المنطقة لعائلة السبتي التي كانت من كبار العائلات في مجال البناء والتي ساهمت بشكل كبير في اعمار المنطقة.

## التعليم
تعتبر سباتة أغنى المناطق من حيث عدد المدارس والإعداديات والثانويات فمن أشهر المدارس: مدرسة ابن خفاجة،مدرسة أحمد الهيبة , مدرسة على الن أبي طالب  مدرسة فاطمة البورقادي، مدرسة لالة أمينة، مدرسة جمال الدين الأفغاني، مدرسة إخوان الصفا، مدرسة حمان الفطواكي، مدرسة البحتري، مدرسة عمر بن عبد العزيز ومدرسة ابن زيدون.
الإعداديات: اعدادية علال بن عبد الله، إعدادية أبي عنان، إعدادية خالد بن الوليد، إعدادية ابن معتز، إعدادية بنلحسن الوزاني واعدادية ابن خلدون 
الثانويات: ثانوية وادالذهب، ثانوية فاطمة الفهرية، ثانوية الحسن الثاني، ثانوية الكندي، ثانوية ابن رشدالشريف الإدريسي، و ثانوية عبدالرحمان بلقرشي.